# Harper Green
Harper Green – dzielnica miasta Bolton, w Anglii, w hrabstwie Wielki Manchester, w dystrykcie metropolitalnym Bolton. W 2011 roku dzielnica liczyła 14 478 mieszkańców.